# Liga Suburbana de Desporto
Em 11 de setembro de 1934 é fundada a Liga Suburbana de Desporto na sede do José de Alencar Foot-Ball Club por Manoel Aranha, Atila Tavares, Antônio Nascimento, Manoel Gomes, Pena Filho e Antônio Azim , com o começo do primeiro campeonato em 15 de novembro de 1934 entre os participantes: Ferroviário, Guarani, José de Alencar Foot-Ball Club, Liberal, Oriente Foot-Ball Club, Peñarol Sport Club, Porangaba Sport Club e São Paulo no campo do Fortaleza. 
A liga se filia a Associação Cearense de Desportos em 25 de setembro de 1935 e é reconhecida pela Confederação Brasileira de Desportos  sendo da segunda divisão cearense. Conforme a edição 207 da Revista Sport Ilustrado de 1942 cita que "De acordo com o antigo regulamento do nosso esporte, o clube levantasse o Campeonato da Segunda Divisão ficaria capacitado para ir disputar no ano seguinte, na primeira divisão, isso depois de um play-off com o último colocado dessa fileira. 

## Equipes fundadoras
- Ferroviário
- Guarani
- José de Alencar Foot-Ball Club
- Liberal
- Oriente Foot-Ball Club
- Peñarol Sport Club
- Porangaba Sport Club
- São Paulo.

## Edições
Foram os campeões na década de 30 e 40:
- Ferroviário em 1934,
- Guarani em 1935,
- Flamengo Foot-Ball Club em 1936 tendo vice o José de Alencar Foot-Ball Club [4] ,
- Humaytá Football Club em 1937 [5] sendo  vice Mangueira F.C  [6] [7]
- Flamengo Foot-Ball Club em invicto 1939 [8] contra as equipes do Luso, Mangueira, Oriente, Social, Têxtil e Ypiranga.
- Social Sport Club em 1940 [9]
- Porangaba Sport Club em 1941  Terra e Mar vice [10] tendo partipado também Volante Atlético Clube, Oriente,  Ouro Preto, PAM, I.F.O.C.S., Flamengo, Vingador, Olimpico e Fluminense
- Porangaba Sport Club invicto em 1943 e vice Riachuelo  [11]
- José de Alencar Foot-Ball Club em 1944 tendo vice o Porangaba Sport Club, terceiro Independência, quarto colocado o 1º de Maio, quinto o Riachuelo, sexto o Rio Negro e sétimo o Hmaytá [12] [13]

### Torneio inicio[14]
- 1934 - Guarani
- 1935 - Flamengo Foot-Ball Club
- 1936 – José de Alencar Foot-Ball Club
- 1937 - Cavallaria  [15]
- 1938 - Vingador S.C [16]

Disputaram em 7 de Julho de 1936 do Torneio Inicio as equipes do Ferroviário, Flamengo Foot-Ball Club, Guarani, José de Alencar Foot-Ball Club  e Liberal 
Disputaram em 1937  Ferroviário, Flamengo Foot-Ball Club, Guarani, Mangueira, Nacional e 
Vingador
Disputaram em 1938: Flamengo Foot-Ball Club, Luso Futebol Clube, Majurema, Mangueira, Oriente, Santa cruz e Vingador S.C .